# Ночь перед Рождеством (фильм, 1913)
«Ночь перед Рождеством» (рус. дореф. Ночь передъ Рождествомъ) — немой художественный фильм Владислава Старевича. Первая экранизация одноимённой повести Николая Гоголя.

## Сюжет
Сюжет в целом соответствует классической повести Гоголя.
В канун Рождества в гости к местной ведьме Солохе (Лидия Триденская) является Чёрт (Иван Мозжухин). Они вместе летают на метле, после чего Чёрт крадёт месяц и прячет его в тряпицу. Подвыпившие казаки в наступившей темноте не могут попасть в шинок и решают отправиться по домам. Поодиночке они приходят к Солохе, которая одного за другим прячет их в мешки, чтобы они не попались друг другу на глаза, — в том числе и Чёрта. В это время сын Солохи кузнец Вакула (Павел Лопухин) пытается посвататься к красавице Оксане (Ольга Оболенская), но она, насмехаясь над ним, требует, чтобы он принёс ей черевички, которые носит сама царица. Кузнец в горе идёт к Солохе, видит мешки и решает унести их в кузницу. Устав по дороге, он оставляет самые тяжёлые мешки на улице, где их подбирают колядующие девушки и парни. Вакула, у которого остался только мешок с Чёртом, идёт к Пацюку, чтобы спросить у того, как ему найти Чёрта, ибо только с помощью Чёрта он может достать царские черевички. Пацюк отвечает, что тому нечего Чёрта искать, у кого Чёрт за спиной. Вакула находит Чёрта в мешке и заставляет его отнести себя в Петербург. Там князь Потёмкин принимает его за посла от запорожцев и дарит ему черевички царицы. Чёрт возвращает Вакулу домой и кузнец его отпускает. Оксана соглашается стать женой Вакулы.

## В ролях
- Иван Мозжухин — Чёрт
- Ольга Оболенская — Оксана
- Лидия Триденская — Солоха
- Пётр Лопухин — Вакула
- Александр Херувимов — Голова
- Павел Кнорр — Чуб

## Значение
- Это — первая известная экранизация «Ночи перед Рождеством», сохранившая букву и дух литературного первоисточника.
- В этом фильме Владислав Старевич объединил в одном кадре актёрскую игру и анимацию: в сценах со скачущими галушками у Пацюка и там, где Чёрт уменьшается и прячется в карман к Вакуле.

## Интересные факты
- Из-за того, что в России существовал цензурный запрет на изображение (за исключением особых случаев) в кинофильмах особ из царствующей династии[1], ввести в фильм роль императрицы Екатерины II В. Старевичу не удалось, поэтому вместо неё царицыны черевички Вакуле отдает князь Потёмкин.
- Фильм вышел на экраны 26 декабря 1913 года.
- Известны снятые на основе того же сюжета мультфильм Валентины и Зинаиды Брумберг «Ночь перед Рождеством» (1951) и художественный фильм Александра Роу «Вечера на хуторе близ Диканьки» (1961).
- Фильм доступен на DVD-сборнике «Ночь перед Рождеством», выпущенном в серии «Великий немой» в марте 2009 года. Саундтрек для фильма написан музыкальным проектом Messer Chups.[2]
- В 2003 году фильм был озвучен: была добавлена музыка композитора Максима Кравченко, звучавшая в компьютерной игре «Волшебный сон» 1997 года, получившую премию «Аниграф» за номинацию «Лучшая графика в игре». В озвученном виде фильм показывался в телепередаче «Иллюзион» на канале «Культура».

## Отзывы
«Ночь перед Рождеством» (по Гоголю) — очень хорошо инсценированная и разыгранная кинопьеса, однако, не лишенная недостатков там, где фигурируют народные группы. Из всех артистов, вообще хорошо выполнивших свои роли, нельзя не отметить перед другими грим и игру г. Мозжухина в роли чёрта. Малоудачны фантастические картины полёта Солохи на метле и Вакулы на чёрте, однако эффектный трюк с уменьшением чёрта удался в совершенстве. Картина будет иметь успех в России как живая иллюстрация к литературному произведению, знакомому всей русской публике.
— журнал «Кино-театр и жизнь», 1913, № 2

В этой картине помимо великолепной игры Мозжухина (чёрт) отметим мастерски проведенные трюки — реализацию смелой фантазии автора.
— журнал «Кинема», 1913, № 1

Некоторые сцены, как, например, сцена у Солохи, встреча Головы, вытащенного из мешка Чубом, обед Пацюка и многие другие блещут чисто гоголевским юмором и проходят под непрерывный хохот публики… Поставлена картина превосходно, не забыты самые малейшие детали, создающие обстановку украинской жизни. Все роли проведены превосходно.
— журнал «Вестник кинематографии», 1913, № 24